# مهرآباد (زنجان)
مهرآباد (زنجان)، روستایی از توابع بخش زنجانرود شهرستان زنجان در استان زنجان ایران است.

## جمعیت
این روستا در دهستان غنی‌بیگلو قرار دارد و براساس سرشماری مرکز آمار ایران در سال ۱۳۸۵، جمعیت آن ۷۲۸ نفر (۱۹۴خانوار) بوده‌است.
روستای مهرآباد یکی از روستاهای آباد و بزرگ در ادوار گذشته بوده‌است که پس از انقلاب به دلایلی دچار کاهش جمعیت شده و اهمیت خود را در منطقه از دست داده است. یکی از دلایل کاهش جمعیت مهاجرت جمعیت جوان روستا به شهرها بوده‌است که به ویژه در مرکز استان در زمینه‌های مختلف مشغول به کار شده‌اند. علاوه بر این مشکل مربوط به کم آبی نیز مزید علت شده‌است تا روستاییان زندگی مناسبی نداشته باشند. به ویژه سیاست‌های نادرست در مدیریت آب عامل مهمی در افزایش مشکلات روستاییان بوده‌است.
این روستا از نظر فرهنگی جزء یکی از روستاهای دارای سطح بالای فرهنگی بوده و از گذشته‌های دور افراد با سواد و دارای تحصیلات ارزشمند شمرده شده‌اند. از نظر آموزشی از گذشته‌های دور مکتب خانه‌هایی در روستا وجود داشته‌است که در این مکتب خانه‌ها روخوانی قران و خواندن گلستان و بوستان سعدی آموزش داده می شده‌است. علاوه بر این نوع آموزش‌ها مردم روستا خواندن شعرها و ترانه‌های ترکی را در کتاب‌ها و به شکل سینه به سینه بخشی از مشغله زندگی روزمره و شب نشینی‌های خود می دانسته‌اند.
نظام آموزشی جدید نیز در روستای مهرآباد دارای سابقه قابل توجهی است تا جایی که سال‌ها آزمون‌های امتحانات نهایی مربوط به روستاهای اطراف در این روستا برگزار می شده و روستا دارای مرکزیت قابل توجهی بوده‌است.